# Lukas Ridgeston
Lukas Ridgeston, pseudonimo di Juraj Vrzgula (Bratislava, 5 aprile 1974), è un attore pornografico ed ex regista pornografico slovacco, che ha lavorato esclusivamente nel settore della pornografia gay.

## Biografia
Famoso per avere caratteristiche fisiche particolarmente attraenti (occhi blu, capelli castani, fisico muscoloso, zigomi alti e sorriso perfetto), Ridgeston è alto 1,75, pesa 80 kg e ha un pene di 20 centimetri.
Ha lavorato come attore, regista, cameraman e tecnico del montaggio esclusivamente per Bel Ami, famosa casa di produzione specializzata in pornografia gay con giovani attori dell'Est Europa.
Nel 2006 Ridgeston annuncia il suo ritiro dalle scene, continuando però a lavorare per la Bel Ami a livello produttivo.
Nel 2013, in occasione del ventennale della Bel Ami, torna a esibirsi come attore pornografico nel film Forever Lukas, di cui è protagonista di ben cinque scene barebacking.

## Filmografia

### Attore
- Lukas story 1,2
- More lukas stories (2002)
- Frisky Memories (1999)
- 18 Today 4: Sleep Over (2000)
- 18 Today 5: Back To School (2000)
- 101 Men 12 (2001)
- All About Bel Ami (2001)
- Cover Boys (2001)
- Flings (2001)
- Splash (2002)
- Lukas In Love (2005)
- Lukas In Love 2 (2005)
- Private Life of Tim Hamilton (2005)
- Private Life of Ralph Woods (2009)
- Step by Step: Education of a Porn Star: Kris Evans (2010)

### Regista
- Too Many Boys 2 (2007)
- Intimate Liaisons (2008)
- Out at Last 6: Web Site Stories (2008)
- Get It Up (2009)
- Love Affairs (2009)
- Private Life of Ralph Woods (2009)
- Todd And Dolph (2009)
- Watching Porn (2009)
- Drop Your Pants (2010)
- Eye Contact (2010)
- Skin On Skin (2010)
- Skin on Skin 2 (2010)
- Taboo (2010)
- Three (2010)
- Anytime Anywhere (2011)
- Doing It Together: The Peters Twins (2011)
- Skin on Skin 3 (2011)
- Taboo 2 (2011)
- Peters Twins Doing It Together (2012)
- Skin On Skin 4 (2012)
- Skin on Skin 5 (2012)
- Skin On Skin 6 (2012)